# Živo vapno
Živo vapno (metalurško vapno, negašeno vapno, porozno vapno, tvrdo ili meko pečeno vapno) je bijela amorfna krutina u većinskome sastavu sastavljena od kalcijeva oksida (CaO), koja najčešće dolazi onečišćena s oksidima magnezija, aluminija i željeza.

## Svojstva
Vrlo teško se tali (2572 °C; a vrelište 2850 °C), a kad je potpuno suh, kemijski je vrlo inertan. Čisti kalcijev oksid bezbojan je i ima kubičnu strukturu (kristalna rešetka poput natrijeva klorida).
Vrlo čist kalcijev oksid pri jakom zagrijavanju plamenom plina praskavca isijava jasno bijelo svjetlo (tzv. Drummondovo vapneno svjetlo), kojim su se nekada rasvjetljavale kazališne pozornice.
S vodom burno reagira i nastaje gašeno vapno. Zbog topline (ΔHr = −63.7 kJ/mol) koja se oslobađa prilikom te reakcije, koristi se za samozagrijavajuće čaše i limenke, a zbog reakcije s vodom i neželjenog prijevremenog dobivanja kalcijeva hidroksida (gašenog vapna) skladišti se u suhim i zatvorenim prostorima.
Zbog različitih nečistoća u vapnencu u živom vapnu mogu se naći i ovi spojevi:
- magnezijev oksid (MgO) % 0,20 – 0,80
- željezov(III) oksid (Fe2O3) % 0,00 – 0,20
- silicijev dioksid (SiO2) % 0,02 – 0,20
- aluminijev oksid (Al2O3) % 0,00 - 0,80

## Dobivanje
Živo vapno dobiva se pečenjem prirodnoga vapnenca (rijetko kad čistoga kalcijeva karbonata) na temperaturi do oko 1000 °C, pri čemu nastaju komadi vrlo poroznoga pečenoga ili živoga vapna (kalcijeva oksida (CaO) i oslobađa se ugljikov(IV) oksid (ugljikov dioksid (CO2)).
CaCO3(s) -> CaO(s) + CO2(g)
Taj je proces jedan od najstarijih kemijskih procesa poznatih čovjeku. Nastalo živo vapno u obliku je bijeloga grumenja, a mljevenjem se dobiva prah prljavo bijele boje, jer osim kalcijeva sadrži i neke druge okside.
Reakcijom živoga vapna s velikom količinom vode (tzv. „gašenje vapna“) uz razvijanje topline, dobiva se gašeno vapno, a industrijskim gašenjem živoga vapna uz minimalnu količinu vode nastaje hidratizirano vapno.

## Upotreba
Osim što služi za dobivanje gašenog vapna (Ca(OH)2), upotrebljava se za dobivanje cementa, te za izradu obloga peći. Koristi se kod proizvodnje umjetnih gnojiva, alkalni dodatak pri taljenju metala, u proizvodnji stakla, itd.